# Sukrit Wisedkaew
Sukrit Wisetkaew (tiếng Thái: สุกฤษฎิ์ วิเศษแก้ว, phiên âm: Súc-rít Vi-sét-keo, sinh ngày 4 tháng 9 năm 1985) còn có nghệ danh là Bie (บี้), là một ca sĩ và diễn viên người Thái Lan. Anh là một tài năng được phát hiện trong mùa thứ ba của cuộc thi tìm kiếm tài năng truyền hình tại Thái Lan  The Star . Sau khi giành được vị trí Á quân đầu tiên trong The Star 3, Bie trở thành một trong những ca sĩ đang lên hot nhất và nổi tiếng sau đĩa đơn đầu tay I Need Somebody. Anh bắt đầu được biết đến nhiều hơn với cái tên Bie The Star
Ngoài sự nghiệp ca sĩ, diễn viên phim truyền hình và phim sitcom, anh còn được đào tạo để trở thành diễn viên sân khấu trong một số vở nhạc kịch, trong đó anh đóng vai trò là một trong những vai chính.
Năm 2008, sau chưa đầy 2 năm hoạt động trong lĩnh vực giải trí, Bie đã trở thành một trong những người có ảnh hưởng nhất ở Thái Lan, theo bình chọn của tạp chí Thai Positioning và Siamrath.
Vào tháng 5 năm 2015, Bie sẽ có màn ra mắt sân khấu tại Mỹ trong buổi ra mắt thế giới của WATERFALL, một câu chuyện tình yêu sử thi mới của âm nhạc Broadway, dựa trên tiểu thuyết cổ điển đương đại của Thái Lan,  Phía sau bức tranh  của Sriburapha, có sách và lời bài hát của người đoạt giải Tony Richard Maltby, Jr, âm nhạc của người đoạt giải Oscar và người từng hai lần được đề cử giải Tony, David Shire và đạo diễn của Broadway và nhà hát kịch Thái Lan Tak Viravan.

## Tiểu sử và sự nghiệp

### Đầu đời
Bie sinh năm 1985 tại Chiang Mai, Thái Lan. Biệt danh Bie của anh ấy xuất phát từ biệt danh đầy đủ của anh ấy là "Gumbie", có nghĩa là Rồng bay. Anh có một chị gái tên là Mangpor, tên của chị anh cũng mang ý nghĩa tương tự.
Bie học trung học tại trường Monfort tại Chiang Mai, và anh theo học chương trình Khoa học / Toán học. Sau đó anh ấy đã tốt nghiệp trường Đại học Công nghệ King Mongkut's Thonburi tại Bangkok và nhận bằng Cử nhân Kỹ thuật (Cơ điện tử) vào năm 2009. Trong những năm học đại học, anh ấy đã quyết định thử giọng cho mùa thứ ba của   The Star . Trong thời gian học đại học, anh dành thời gian vừa học vừa chăm chỉ làm diễn viên, ca sĩ trong lĩnh vực kinh doanh giải trí.

### The Star 2006
Vào đầu năm 2006, Bie đã thử giọng cho mùa thứ ba của   The Star . Dù không gây ấn tượng với cả 3 huấn luyện viên nhưng anh vẫn liên tục nhận được số phiếu bình chọn cao nhất mỗi tuần.Anh đã vượt qua để trở thành một trong hai thí sinh cuối cùng, nhưng anh ấy đã không giành chiến thắng trong cuộc thi. Ngay sau khi trở thành á quân trong cuộc thi   The Star  3, Bie đã ký hợp đồng với Exact và GMM Grammy.

### 2006–2007: Bie trở thành ngôi sao
Bie là một ca sĩ và diễn viên của Exact, thuộc GMM Grammy. Sau chiến thắng trên   The Star , anh ấy bắt đầu được đào tạo dưới sự quản lý của một công ty quản lý GMM Grammy. Đĩa đơn đầu tiên của anh ấy, "I Need Somebody", được phát hành tại Thái Lan vào tháng 10 năm 2006. Sau khi bài hát của anh đạt vị trí cao nhất trên các bảng xếp hạng radio trong nhiều tuần, nó đã nhận được giải thưởng là đĩa đơn tình ca số một năm 2006 từ Star Entertainment Awards, Seed Awards và In Young Generation Choice Awards.
Bên cạnh sự nghiệp ca sĩ Bie cũng dành thời gian tham gia bộ phim truyền hình đầu tay mang tên "Roy Adeed Hang Ruk". Nó hiện có ở nhiều ngôn ngữ bao gồm tiếng Filipino (Philippines), Khmer (Campuchia). 
 và Ấn Độ. Với tính cách hài hước tự nhiên của mình, anh ấy cũng đã đóng vai chính trong bộ phim sitcom có tên "Nut Kub Nut"kể từ đầu năm 2007 đến nay. Vào tháng 5 năm 2007, Bie đóng vai chính trong bộ phim truyền hình thứ hai mang tên "Hua Jai Sila" cùng với Fang Pichaya.
Sau thành công khi ra mắt với tư cách là một ca sĩ và diễn viên, Bie đã được "Thakonkiat Veerawan" -  giám đốc điều hành của Exact & Scenario mời chào , đóng vai chính trong nhà hát Nhạc kịch "Banlang Mek" với vai cậu út Pakorn, đóng cùng Sinjai Plengpanich, một trong những nữ diễn viên hàng đầu của Thái Lan. Vở nhạc kịch cực kỳ thành công với 47 buổi biểu diễn và đã đào tạo anh trở thành một trong những sân khấu hàng đầu của Thái Lan.

### Năm 2008 đến nay: Trở thành một ngôi sao nổi tiếng nhất
Album thứ hai của Bie,  I Love You Too , được phát hành vào ngày 26 tháng 3 năm 2008,  and his single "Jungwa Huajai" (Rhythm of the Heart) peaked at number one on many charts in Thailand. Đĩa đơn thứ hai trong album này mang tên "someone" cũng đạt vị trí số một tại các bảng xếp hạng EFM và Hotwave. Hơn nữa, album này được xếp hạng là một trong những album bán chạy nhất của GMM Grammy trong năm. 
Vào tháng 5, Bie có buổi hòa nhạc solo đầu tiên, "Love Attack". Buổi hòa nhạc này được tổ chức tại phòng hòa nhạc lớn nhất Thái Lan "Impact Arena". Điều này khiến nhiều người vô cùng ngạc nhiên bởi anh chỉ mới tham gia lĩnh vực giải trí chưa đầy 2 năm. Tuy nhiên, lượng vé bán ra cao ngất ngưởng và buổi biểu diễn đã được bán hết trong 2 ngày. Vì vậy, một chương trình thứ hai đã được thêm vào cho người xem. 
Sự nổi tiếng của anh ấy với tư cách là một ca sĩ cũng đã giúp anh ấy giành được  Giải thưởng Ca sĩ của năm  tại Giải thưởng hàng đầu và  Nghệ sĩ được yêu thích của năm  tại Giải thưởng Siam Dara.
Vào tháng 8, nhờ sức hút sân khấu của anh ấy, anh luôn rạng rỡ và tỏa sáng trên sân khấu, Bie trở lại sân khấu trong vở nhạc kịch lớn hơn, Phía sau bức tranh (Khang Lang Pharp), với 49 buổi biểu diễn.  Đây là vai chính đầu tiên của anh ấy trong một vở nhạc kịch, mặc dù anh ấy chỉ mới bắt đầu sự nghiệp ca hát và diễn xuất của mình, đặc biệt là cho sân khấu nhạc kịch. Trong chương trình này, vai diễn của anh ấy là một sinh viên người Thái trẻ du học ở Nhật Bản, yêu một người phụ nữ hoàng gia lớn tuổi hơn anh ấy với Pat Suthasinee, người được mệnh danh là công chúa âm nhạc của Thái Lan.
Vào năm đó, anh đã giành được danh hiệu  Ngôi sao nổi tiếng của năm  tại Nine Entertain Awards. Anh cũng đã giành được giải thưởng Người có ảnh hưởng của năm trong giới xã hội của Thái Lan, bời tạp chí Thai Position và Siamrath.